# Horst Schmitt (Parteifunktionär)

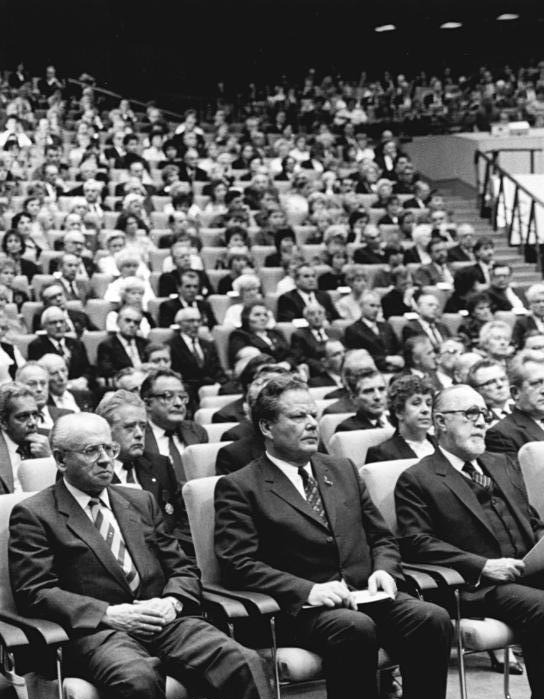
Horst Schmitt (links), neben Herbert Mies beim DDR-Staatsakt zur 750-Jahr-Feier von Berlin 1987

Horst Schmitt (* 3. September 1925 in Berlin; † 22. April 1989 in Berlin) war ein deutscher SED- und SEW-Funktionär.

## Leben
Schmitt wuchs als Sohn eines Arbeiters in Berlin-Schöneberg auf. Seine Familie wurde vom Nazi-Regime verfolgt und Schmitt wurde 1944/1945 in verschiedene Arbeitslager eingewiesen. Nach dem Ende des Krieges und des NS-Regimes trat er 1946 der SED bei. Nachdem er zunächst Angestellter bei einer Behörde war, betätigte er sich bald als hauptamtlicher Parteifunktionär. 1952 wurde Schmitt Kreisvorsitzender im SED-Kreisverband Tempelhof. Ab 1958 begann die Trennung der West-Berliner SED von der SED in der DDR und Ost-Berlin, was die Gründung einer West-Berliner Parteileitung zur Folge hatte. Schmitt gehörte seit 1959 dem Sekretariat der West-Berliner Parteileitung an. Im April 1977 wurde er zu einem der beiden stellvertretenden Vorsitzenden der inzwischen in SEW umbenannten Partei gewählt. Nach dem Tod des Parteivorsitzenden der SEW, Gerhard Danelius, im Sommer 1978 wurde Schmitt in dieses Amt gewählt. In den folgenden Jahren verließen immer mehr Mitglieder die SEW und bei den Wahlen zum Abgeordnetenhaus von Berlin erreichte die Partei nur noch einen Wähleranteil von unter 1 %. Schmitt trat gelegentlich durch Artikel im SED-Zentralorgan Neues Deutschland in Erscheinung. 1985 wurde ihm der Karl-Marx-Orden verliehen.
Schmitt war verheiratet und hatte eine Tochter. Er starb im April 1989 im Alter von 63 Jahren in Berlin.